# Bryonia
Bryonia, é um dos géneros de plantas da família das Cucurbitaceae. Possui raiz grossa e polposa, gavinhas filiformes e pubescentes, folhas palmadas, flores pequenas, de cor amarelo-pálida. Os frutos são constituídos por bagas vermelhas, não maiores que uma ervilha. Cresce nas sebes, nos matagais, nos bosques de toda a Itália, das zonas de média montanha ao mar. Tem propriedades laxativas, diuréticas, vermífugas, anti-reumáticas, revulsivas. Todavia é prudente administrar decocções, infusões e outros preparos após haver consultado um médico. A raiz dessa planta é venenosa e deve ser empregada com a máxima prudência. Tem forte poder revulsivo, devido ao qual não se deve fazer uso constante e prolongado da mesma, pois poderia provocar sérias irritações cutâneas.
Este género compreende as espécies:
- Bryonia alba- Também chamada de Briônia Branca, pertence a família das Cucurbitáceas e é encontrada com certa frequência nos bosques, nas pastagens, sobre as sebes da Itália setentrional e central. As suas propriedades terapêuticas são idênticas àquelas da Bryonia dioica.[2]

- Bryonia cretica
- Bryonia dioica (Jacq.), que é uma espécie espontânea em Portugal, excepto no Sul.

## Classificação do gênero
| Sistema | Classificação                     | Referência               |
| ------- | --------------------------------- | ------------------------ |
| Linné   | Classe Monoecia, ordem Syngenesia | Species plantarum (1753) |

Constituintes tóxicos existentes neste grupo:
- Briodulcósido
- Briosido
- Brionosido
- Cucurbitacina E
- Briomarida
- Briodiosidos A-C
- Briodiofina